# Brettspielwelt
Die Brettspielwelt (Eigenschreibweise auch „BrettSpielWelt“ oder „BrettspielWelt“), kurz BSW, ist das Web-Portal der Brettspielwelt GmbH im Internet, auf dem man kostenlos online Brett- und Kartenspiele gemeinsam mit anderen Menschen spielen kann. Es finanziert sich im Wesentlichen durch Zahlungen der Verlage, deren Spiele dort zur Verfügung gestellt werden. Als Schnittstelle dient dabei ein Java-Programm als Client oder der Browser, sodass sich die BSW unter vielen Betriebs- und Computersystemen benutzen lässt.

## Idee
Die Grundidee zu einer Spieleplattform mit Chat hatte Alexander Zbiek (ARMistice) 1998. Die Brettspielwelt ging am 23. November 1999 online, das erste Spiel war Die Siedler von Catan.
Die Brettspielwelt erhielt 2004 den People's Choice Webby Award in der Kategorie „Games“.

## Spieleangebot
Angeboten werden über 100 Spiele mit diversen Varianten für jeweils mehrere Personen, sogenannte Multiuser-Spiele, und über 15 Spiele für jeweils eine Person, sogenannte Singleuser-Spiele (Stand September 2009). Einige Spiele wurden auch schon zeitnah zu ihrer Veröffentlichung in der BSW angeboten. Mehrere Spiele wurden wieder entfernt.
Man kann als Gast oder als registrierter Benutzer spielen. Es gibt über 300.000 registrierte Benutzer, von denen abends um die 2000 gleichzeitig online sind. Auf der BSW-Webseite findet man zu jedem angebotenen Spiel eine Anleitung. Man kann auch andere Benutzer per Chat bitten, ein Spiel zu erklären. Einige Benutzer stellen sich freiwillig als Tutor zur Verfügung.
Während der regionalen Vorausscheidungen für die Deutsche Mannschaftsmeisterschaft im Brettspiel 2002 gab es erstmals die Möglichkeit, sich auch online in der Brettspielwelt zu qualifizieren.

### Liste der Mehrspieler-Titel
- 7 Wonders
- 11 nimmt!
- 6 nimmt!
- Abluxxen
- Alles im Eimer
- Atlantis
- Attika
- Attribut
- Auf Achse
- Backgammon
- Bazaar
- Biberbande
- Blockers
- Bluff
- Bohnanza
- Brügge
- BohnDuell
- Café International
- Can’t Stop
- Carcassonne und drei Erweiterungen: 1. Erweiterung (Wirtshäuser und Kathedralen), Händler und Baumeister, Burgfräulein und Drache sowie die Mini-Erweiterung „Der Fluss“.
- Carcassonne Jäger und Sammler
- Cartagena
- Caylus
- Clans
- Crosswise
- Diamant
- Dog
- Doppelkopf
- Drachenherz
- Dudeln
- Dvonn
- Einfach Genial
- Emerald
- Evolution
- Finstere Flure
- Funkenschlag
- Die Fürsten von Florenz
- Geister
- Go
- Grimoria
- Hadara
- Halali
- Helvetia
- Im Schutze der Burg
- Imperial
- Intrige
- Kardinal und König
- Kingdom Builder
- King Lui
- Kingsburg
- Ligretto samt Erweiterung Speed Machine
- Manhattan
- Manitou
- Marco Polo
- Medina
- Meuterer
- Notre Dame
- Numeri
- Ohne Furcht und Adel
- Packeis am Pol
- Pantheon
- Paris Paris
- Piranha Pedro
- Puerto Rico
- San Juan
- Sankt Petersburg
- Santa Cruz
- Die Säulen der Erde
- Siedler von Catan
- Skull King
- SpaceBob (Eigenentwicklung der Brettspielwelt)
- Sticheln
- Stone Age
- Street Soccer
- Thurn und Taxis samt Erweiterung Glanz und Gloria
- Tichu
- Tongiaki
- Trans America
- TurnIt
- Um Krone und Kragen
- Vabanque
- Venedig
- Verflixxt
- Verräter
- Wikinger
- Wizard
- Yinsh
- Zatre

### Liste der Einzelspieler-Titel
- Adventures of Hadria
- Black Box
- Chaos
- Darts
- Dislodge
- Five Dice
- Mah-Jongg
- Mogelpat
- Pac-Man
- Rotactical
- Single SanktPetersburg
- SolcheStrolche
- Solitaire
- SoloBazaar
- SoloEinfachGenial
- Sologammon
- SoloWuerfeln
- Sudoku
- Spidersolitaire
- Wechselfieber

## Bedienung
Die Brettspielwelt wird per Menüs, Icons, durch Anklicken der Elemente der Welt oder durch Befehle, die in den Hauptchat eingegeben werden, bedient. So können Nutzer die Online-Welt durchqueren, Mitspieler suchen und Spiele starten.

## Metaspiel
Es gibt ein mittelalterlich angelegtes Metaspiel, bei dem sich die Spieler in virtuellen Städten organisieren, Ämter vergeben und ihre Städte ausbauen. Wer einer Stadt beitritt, nimmt passiv am Metaspiel teil oder aktiv durch Ausüben eines Amtes. Außerdem bilden die Einwohner einer Stadt eine Gemeinschaft mit eigenen Chatbereichen. Momentan gibt es über 200 Städte mit zusammen über 5000 Einwohnern (Stand Februar 2007). Für Teilnehmer des Metaspiels gibt es zusätzliche Befehle zur Stadt-, Gilden- und Ämternutzung.

### Ränge
Jeder angemeldete Nutzer bekleidet einen weltlichen oder klerikalen Rang. Einen klerikalen Rang erhält man, wenn mehr als ein Drittel der Punkte durch Singleuser-Spiele erspielt werden, sonst hat man einen weltlichen Rang. Das Erreichen der Ränge hängt nicht nur von den erspielten Punkten, sondern auch von der Anzahl der gespielten Spiele und einem spielindividuellen, sowie von geheimen Faktoren ab. Zurzeit ist der höchste vergebene Rang W21 bzw. K21. Zusätzlich gibt es für einen erspielten höheren Rang weitere Befehle zur Erleichterung der Spielesteuerung bzw. für erweiterte Möglichkeiten in der Community. Städte können die für sie geltenden Rangbezeichnungen dabei individuell gestalten.

## Sprache
In der BSW wird hauptsächlich Deutsch gesprochen. Auf andere Sprachen wird aktiv Rücksicht genommen und ein spürbarer Anteil der Spieler kommt aus nicht-deutschsprachigen Ländern. Viele Spiele und ein Großteil der Benutzeroberfläche sind in mehrere andere Sprachen übersetzt.
Verschiedene fremdsprachliche Gemeinden haben sich in eigenen Städten (EnglishTown, Japanese Isle, KoreaTown, De Lage Landen etc.) zusammengefunden.